# Gran Premio Città di Camaiore 2006
Il Gran Premio Città di Camaiore 2006, cinquantasettesima edizione della corsa e valida come evento dell'UCI Europe Tour 2006 categoria 1.1, si svolse il 3 agosto 2006 su un percorso di 193,7 km. Fu vinto dall'italiano Luca Paolini che terminò la gara in 4h33'18", alla media di 42,525 km/h.
Partenza con 146 ciclisti, dei quali 93 portarono a termine il percorso.

## Ordine d'arrivo (Top 10)
| Pos. | Corridore            | Squadra      | Tempo    |
| ---- | -------------------- | ------------ | -------- |
| 1    | Luca Paolini         | Liquigas     | 4h33'18" |
| 2    | Ruslan Pidhornyj     | Tenax        | s.t.     |
| 3    | Mirko Celestino      | Team Milram  | a 28"    |
| 4    | Raffaele Ferrara     | 3C-Androni   | s.t.     |
| 5    | Paolo Bossoni        | Tenax        | s.t.     |
| 6    | Alessandro Bertolini | Selle Italia | s.t.     |
| 7    | Matteo Tosatto       | Quick Step   | s.t.     |
| 8    | Luca Mazzanti        | Panaria      | s.t.     |
| 9    | Fabio Gilioli        | Univ. Caffè  | s.t.     |
| 10   | Jame Burrow          | OTC Doors    | s.t.     |